# Sharon Ritchie
Sharon Kay Ritchie, née le 12 janvier 1937 à Grand Island, dans le Nebraska aux États-Unis, est couronnée Miss Colorado (en) 1955, puis Miss America en 1956.

## Source de la traduction
- (en) Cet article est partiellement ou en totalité issu de l’article de Wikipédia en anglais intitulé « Sharon Ritchie » (voir la liste des auteurs).